# Short cut
『三谷幸喜「short cut」』（みたにこうきしょーとかっと）は、2011年11月3日に、WOWOWの開局20周年記念番組として放送された、三谷幸喜監督・脚本によるテレビドラマ。三谷幸喜によるTVドラマ初監督作品。
一度もカメラを止めず、演者は演じ続けスタッフは撮り続ける「完全ワンシーン・ワンカット」で制作された

## あらすじ
エリートサラリーマンの夫と広告代理店ADの妻。結婚10年になるが、お互い仕事が忙しく夫婦関係は完全に冷め切っている。妻の祖父の葬儀の帰り、山道に迷い込んだ二人は、お互いをののしりあい果てしなく続く口喧嘩の末、徐々に二人の気持ちに変化が訪れる。

## キャスト
夫 - 中井貴一
テレビ局勤務のエリートサラリーマン。
妻（スズムラミサ） - 鈴木京香
広告代理店のAD。
イワオ - 梶原善
妻の同級生。

## スタッフ
- 脚本と監督 - 三谷幸喜
- 撮影 - 山本英夫
- 鳴き真似指導 - 江戸家猫八 (4代目)、江戸家小猫 (2代目)
- 録音 - 瀬川徹夫
- 美術 - 黒瀧きみえ
- 美術監修 - 種田陽平
- エンディングテーマ - 荻野清子（三谷幸喜脚本の舞台「グッドナイト スリイプタイト」からの流用）
- チーフプロデューサー - 青木泰憲
- プロデュース - 徳田雄久、藤田知久
- 製作協力 - C.A.L
- 製作著作 - WOWOW

## ロケ地
撮影協力として、伊那谷フィルムコミッションがクレジットされている。
長野県の伊那市長谷地区（中尾・市野瀬）および秋葉街道、三峰川

## 受賞歴
- 2012年日本民間放送連盟賞 テレビドラマ種目 最優秀賞[1]